# Jeremias Wøldike (matematiker)
 Der er flere personer med dette navn, se Jeremias Wøldike.
Jeremias Wøldike (10. august 1736 i København – 22. maj 1813 sammesteds) var en dansk professor i matematik. Han var søn af Marcus Wøldike.
Wøldike blev student 1753, skrev forskellige dissertationer, deriblandt en matematisk, og holdt som dekan ved Kommunitetet en matematisk forelæsning. I 1761 blev han magister og rejste derefter udenlands med stipendium. I 1766 blev han professor i matematik og filosofi ved Sorø Akademi og 1787 professor i matematik ved Universitetet.
Her synes han kun at have holdt rent elementære forelæsninger (efter Kästners bøger), og hans to universitetsprogrammer bringer intet nyt.